# Années 1960 av. J.-C.
Les années 1960 av. J.-C. couvrent les années de 1969 av. J.-C. à 1960 av. J.-C.

## Évènements
- Vers 1962-1942 av. J.-C. : Ilushumma dirige la cité d’Assur, en Mésopotamie[1]. Il y édifie des remparts et mène, semble-t-il, une expédition militaire jusqu’au cœur de Sumer : évènement sans conséquence durable, mais qui exprime l’émergence de la région dans le système mésopotamien. Sans doute la puissance montante a trouvé dans les ressources tirées du commerce cappadocien les moyens de son action.

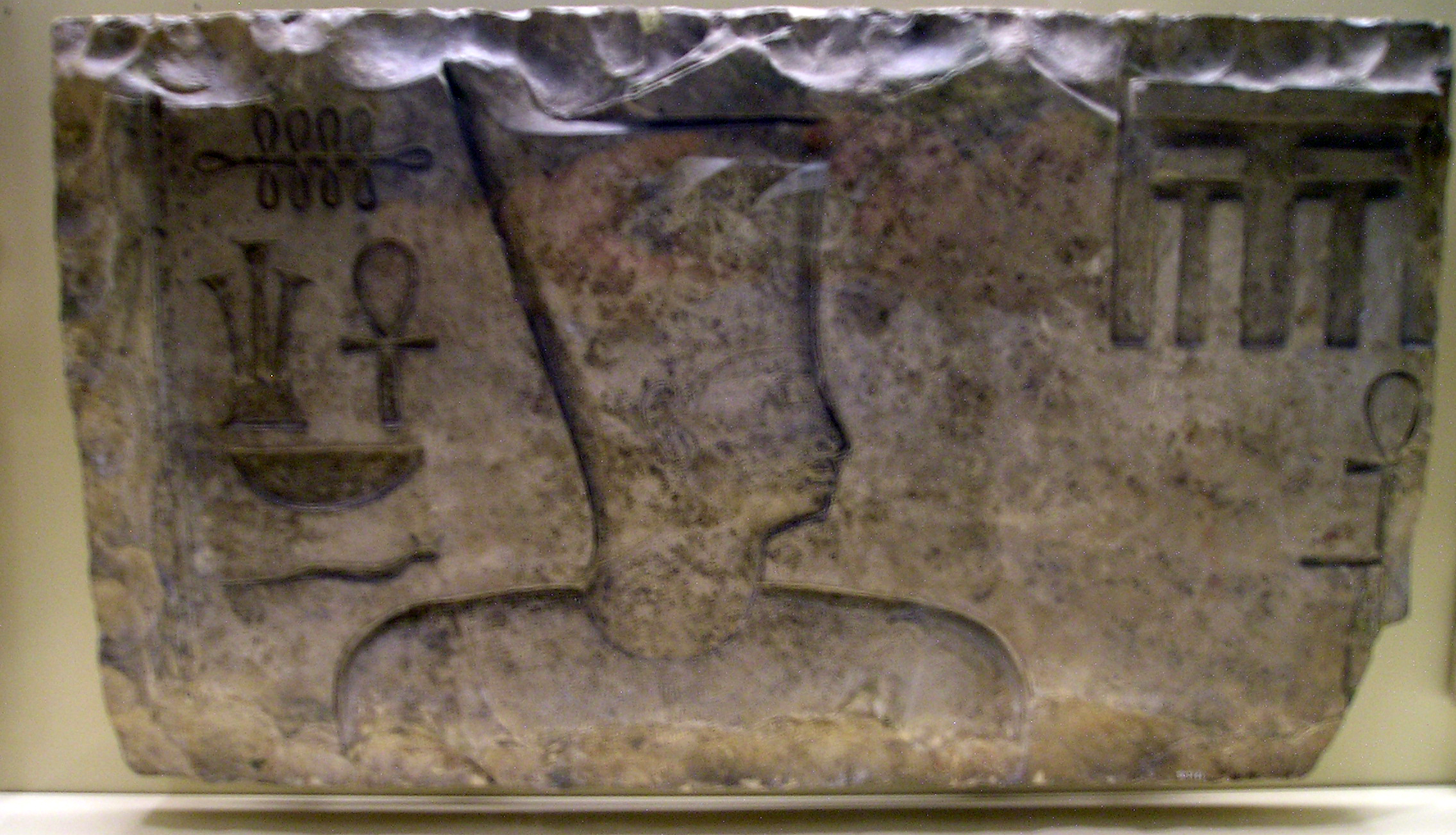
Relief représentant Sésostris Ier

- 1971-1928 ou 1962-1928 av. J.-C.[2] : règne de Sésostris Ier, deuxième pharaon de la XIIe dynastie.
  - Février 1962 av. J.-C. : Amenemhat Ier est assassiné à la suite d’une conspiration de harem par un prétendant au trône[3]. Son fils Sésostris guerroyait alors en Libye, contre les Timhiou et les Tjehenou. À son retour, il doit lutter contre un complot pour assurer sa succession. En l'an 3 de son règne Sésostris Ier fait reconstruire le temple de Rê à Héliopolis. En l'an 18 de son règne[3], Il achève d'annexer la Basse Nubie jusqu’en amont de la 3e cataracte, puis il nomme Sarenpout, prince d’Assouan, gouverneur de Nubie. Il entreprend une expédition en Canaan.
  - Sésostris Ier achève d’aménager le premier temple d’Amon-Rê à Karnak[4]. La Chapelle blanche de Sésostris Ier à Karnak est le premier édifice périptère connu.
  - Épopée de Sinouhé[3]. À l’annonce de la mort d’Amenemhat Ier, un jeune noble, Sinouhé, pris de terreur à l’idée d’une guerre civile (peut-être faisait-il partie du complot ?), déserte l’armée de Sésostris et s’enfuit dans le désert. Mourant de soif, il est sauvé par un cheikh près du Grand Lac Amer et il intègre sa tribu. Après quelques années d’errance avec les nomades, il atteint Canaan et se fixe au nord de la Palestine (Yaa). Il y épouse la fille d’un cheikh amorite, devient le commandant de son armée, et lutte contre les chefs des « peuples étrangers ». Devenu vieux, il retourne en Égypte et reçoit le pardon de Sésostris.